# Xilofagia

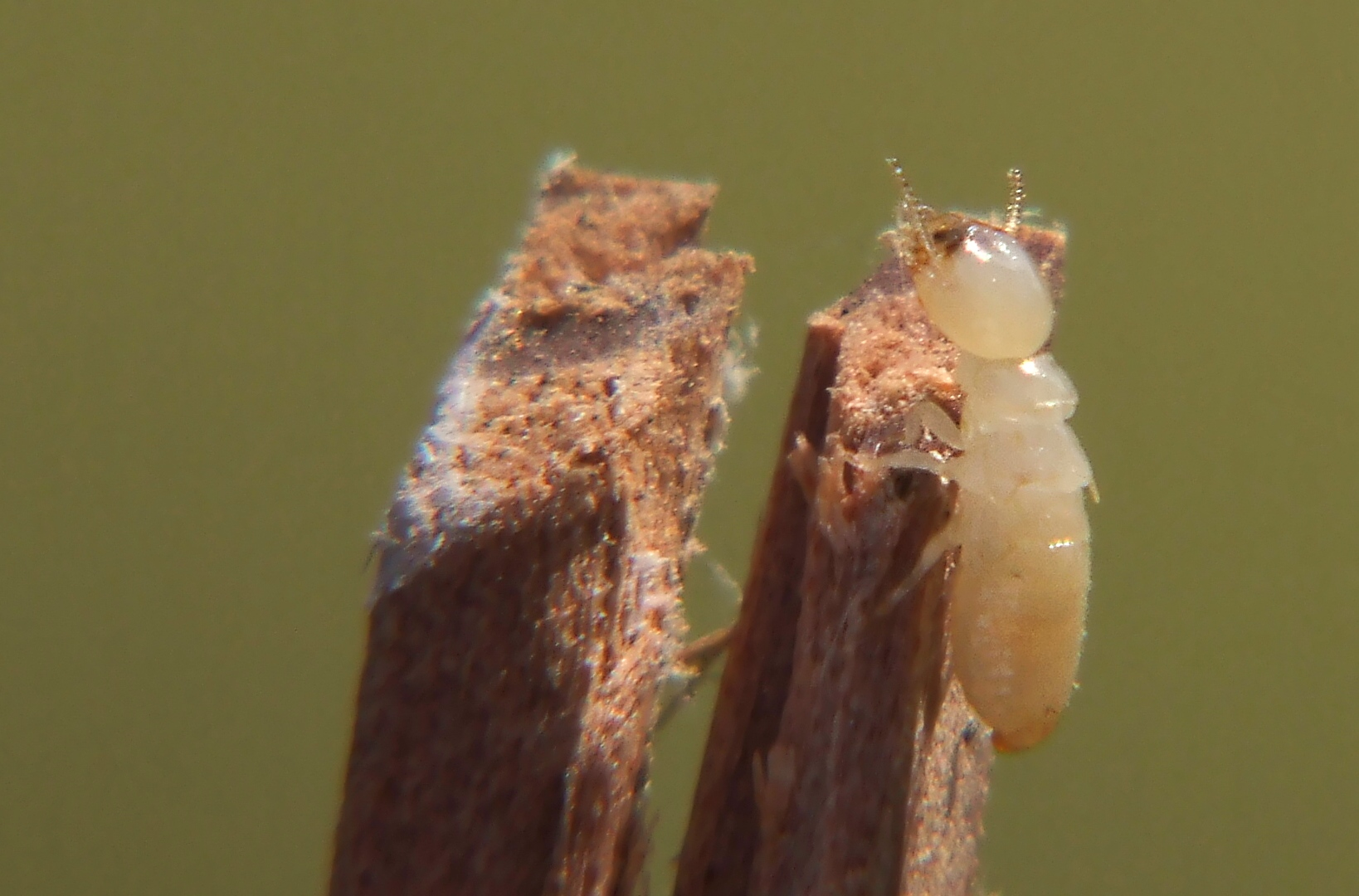
Termita en acción.

Xilofagia es un término usado en ecología para describir los hábitos de un consumidor primario cuya dieta consiste principalmente (a menudo exclusivamente) de madera. La palabra deriva del griego ξυλοφάγος [xylofagos] ‘comer madera’, de ξύλον (xylon) ‘madera’ y φάγειν (fáguein) ‘comer’, y era el antiguo nombre griego usado para denominar un tipo de gusano.

## Insectos xilófagos
Muchos de estos animales son artrópodos, principalmente insectos de diferentes tipos, en los que este comportamiento es bastante común, y pertenecen a muchos órdenes. No es raro que algunos insectos se especialicen a varios niveles; en algunos casos, se limitan a ciertos grupos de plantas (especialización taxonómica) y, en otros, son las características físicas de la propia madera (por ejemplo, estado de putrefacción, dureza, si todavía hay vida en la madera, o la elección entre sus capas).
Muchos insectos xilófagos tienen protozoarios o bacterias simbióticas en su sistema digestivo que los ayudan a procesar la celulosa, mientras que otros (por ejemplo, la familia Termitidae de las termitas) poseen su propia celulasa. Otros, especialmente entre los grupos que se alimentan de madera en estado de descomposición, aparentemente derivan muchos de sus nutrientes de la digestión de varios hongos que crecen entre las fibras de madera. Tales insectos, con frecuencia transportan las esporas de los hongos en estructuras especiales en su cuerpo (llamadas micangios), infectando ellos mismos al árbol huésped al depositar sus huevos.

## Ejemplos de animales consumidores de madera
- Gorgojo descortezador
- Oso panda
- Avispas de la madera
- Termitas
- Panaque (pez siluriforme)
- Castor
- Teredos
- escarabajo Guitarrero
- Algunas especies de Curculionidae (gorgojo)
- Carcomas
- Cochinilla de humedad